# Луцій Валерій Флакк (консул 195 року до н. е.)
Лу́цій Вале́рій Флакк (лат. Lucius Valerius Flaccus; ? — 180 до н. е.) — політичний, державний та військовий діяч Римської республіки, консул 195 року до н. е.

## Життєпис
Походив з патриціанського роду Валеріїв. Син Публія Валерія Флакка, консула 227 року до н. е.
У 214 році до н. е. його обрано військовим трибуном. Того ж року брав участь у битві при Беневенті під орудою Тиберія Семпронія Гракха. У 201 році до н. е. його обрано курульним еділом. У 200 році служив легатом у Цізальпійській Галлії при преторі Луції Фурії Пурпуріоні.
У 199 році до н. е. став претором. Як провінцію отримав Сицилію. Тут познайомився з Марком Порцієм Катоном Старшим, покровителем якого став. У 196 році до н. е. увійшов до колегії понтифіків.
У 195 році до н. е. його обрано консулом разом з Марком Порцієм Катоном Старшим. Під час своєї каденції придушив повстання галльських племен бойїв та інсумбрів у Цізальпійській Галлії, розбивши їх біля Медіолана (сучасний Мілан). Як легат служив у війську під час римсько-сирійської війни, звитяжно бився при Фермопілах у 191 році до н. е.
У 190 році до н. е. повернувся до Італії. Згодом його спрямовано як одного з тріумвірів для зміцнення оборони римських колоній Плаценція та Кремона у Цізальпійській Галлії. У 189 році до н. е. заснував нову колонію Бононію (сучасна Болонья).
У 184 році до н. е. його обрано цензором, також разом з Марком Порцієм Катоном Старшим. На цій посаді проявив суворість та консерватизм, позбавивши багатьох сенаторів їхніх місць та права на коня. Також провів дорогу від Аппієвої до міста Формії, спорудив грублю біля Нептунових вод (джерела біля Таррацини в Лаціумі, 75 км від Риму). Того ж року став принцепсом сенату. На цій посаді перебував до своєї смерті у 180 році до н. е.

## Родина
- Луцій Валерій Флакк, консул 152 року до н. е.